# Kon Live Distribution
Kon Live Distribution é um selo fonográfico fundado pelo rapper Akon. O selo faz parte da gravadora Geffen Records, que, por sua vez, faz parte da Universal Music Group.
Os artistas ligados a Kon Live Distribution são Lady Gaga, Ray Lavender, Rock City (Timothy e Thomas Theron), Brick & Lace, Kardinal Offishall, rapper britânico Sway DaSafo e Colby O'Donis. Von Smith, recém contratado.